# حدرجية إيرلية
حدرجية ايرلية (الاسم العلمي:Clitocybe earlei) هي نوع من الفطريات تتبع جنس الحدرجية من الفصيلة الهدبانية.